# KING OF PAIN 因果応報
KING OF PAIN 因果応報（キング・オブ・ペイン いんがおうほう）はLOUDNESSの28枚目のアルバム。

## 内容
第6期LOUDNESSとしての本格的な活動となった本作は原点回帰と言えるような新作を軸にして制作した。本作における楽曲の多くはギターリフの構成や楽曲の展開を重視し、高崎晃のギターソロパートは控えめとなっている。

「Where am I going?」では高崎晃がLOUDNESSで2曲目となるリードボーカルを担当。

## 収録曲
1. REQUIEM
2. THE KING OF PAIN
3. POWER OF DEATH
4. DEATH MACHINE
5. DOODLEBUG
6. Rule The World
7. Straight out of our soul
8. Where am I going?
9. EMMA
10. NARAKA
11. DOCTOR FROM HELL
12. HELL FIRE
13. ＃666
14. NEVER COMES

作詞：二井原実(#2 - 14), Bob Dyer(#2, 12), 金澤隆志(#3 - 6, 9 - 10, 13 - 14), Ken Ayugai(#7), JJ(#8), Ray Higa(#11)
作曲：高崎晃　編曲：LOUDNESS(#ALL)

## 参加ミュージシャン
- 二井原実 - ボーカル
- 高崎晃 - ギター、作詞、作曲、編曲
- 山下昌良 - ベース
- 鈴木政行 - ドラム